# Ixodes brumpti
Ixodes brumpti är en fästingart som beskrevs av Francisque Morel 1965. Ixodes brumpti ingår i släktet Ixodes och familjen hårda fästingar.
Artens utbredningsområde är Etiopien. Inga underarter finns listade i Catalogue of Life.